# Bandera de Vespella de Gaià

## Descripció
Bandera apaïsada de proporcions dos dalt per tres de llarg, blava, amb una faixa ondonada de sis crestes blanques, de gruix 1/12 de l'alçària del drap, situada a 1/6 de la vora inferior, i amb l'espasa flamejada blanca d'empunyadura groga de l'escut al centre, d'altura de la meitat del drap, amb la punta a 1/12 de la vora superior.

## Història
Es va publicar en el DOGC el 24 de gener de 1996.